# Škoda Kauba
Škoda Kauba (voluit; Škoda Kauba Flugzeugbau) was een Tsjechoslowaakse vliegtuigbouwer uit Čakovice, een Praagse wijk. Škoda Kauba werd in 1942 opgericht door het Duitse Reichsluftfahrtministerium, het ministerie voor de luchtvaart, om een vliegende bom te ontwikkelen. Škoda Kauba was vernoemd naar Otto Kauba, de hoofdontwerper van het bedrijf.

## Lijst van vliegtuigen
- Škoda-Kauba Sk 257
- Škoda-Kauba Sk P14
- Škoda-Kauba Sk SL6
- Škoda-Kauba Sk V1
- Škoda-Kauba Sk V2
- Škoda-Kauba Sk V3
- Škoda-Kauba Sk V4

- Škoda-Kauba Sk V5
- Škoda-Kauba Sk V6
- Škoda-Kauba Sk V7
- Škoda-Kauba Sk V8
- Škoda-Kauba Sk V9
- Škoda-Kauba Sk V10
- Škoda-Kauba Sk V11